# 宋元資治通鑑 (王宗沐)
《宋元資治通鑑》，王宗沐撰，六十四卷。
是元明时期第一部依《通鑑》体例的“续通鑑”著作，更强调史学的“资治”功能。內容貧乏，比薛應旂的《宋元資治通鑑》更不如，不為學界所重。章學誠曰：“陳、王、薛三家，紛紛續宋元事，乃於遼、金正史束而不觀，僅據宋人紀事之書，略及遼、金繼世年月，其為荒陋，不待言矣。”